# Katarzyna Janowska
Katarzyna Janowska (ur. 1966) – polska dziennikarka telewizyjna, radiowa i prasowa.

## Życiorys
Ukończyła polonistykę i filmoznawstwo na Uniwersytecie Jagiellońskim. Po skończeniu studiów pracowała razem z Katarzyną Kolendą-Zaleską w „Gazecie Krakowskiej”. Związana jest z działem kulturalnym tygodnika „Polityka”. Prowadziła z Piotrem Mucharskim serie wywiadów: Rozmowy na koniec wieku i Rozmowy na nowy wiek, które emitowano w TVP. Cykl doczekał się również wydania książkowego w Społecznym Instytucie Wydawniczym Znak.
Współpracowała z TVP Kultura, gdzie prowadziła sobotnie i niedzielne programy. Była szefową kanału telewizyjnego ITI Neovision nTalk do czasu jego zamknięcia w czerwcu 2009. Prowadziła program Rozmowy na koniec tygodnia w Chilli Zet. Z początkiem 2010 objęła stanowisko redaktora naczelnego tygodnika „Przekrój”, które piastowała do marca 2011.
W lipcu 2011 prezes Telewizji Polskiej Juliusz Braun powierzył jej obowiązki dyrektora kanału TVP Kultura. Zastąpiła na tym stanowisku Krzysztofa Koehlera, który kierował tą anteną przez poprzednie pięć lat.
11 kwietnia 2014 została odznaczona brązowym Medalem „Zasłużony Kulturze Gloria Artis”.
31 grudnia 2015, po nowelizacji ustawy o radiofonii i telewizji, razem z pozostałymi dyrektorami Telewizji Polskiej podała się do dymisji. W latach 2016–2021 była redaktor naczelną działu kultura w segmencie Lifestyle&Kobieta w Onet.pl.

## Nagrody i wyróżnienia
- 2001 – Laureatka telewizyjnego Wiktora za 2000 rok i nagrody im. Dariusza Fikusa.
- 2014 – Brązowy Medal „Zasłużony Kulturze Gloria Artis”[6]